# گلسنگ‌های لبه‌دار
گلسنگ‌های لبه‌دار (نام علمی: Lecanora) نام یک سرده از تیره لبه‌داران است.